# 그레이스몬트

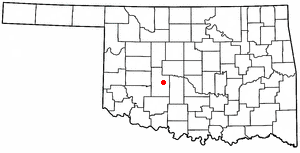
그레이스몬트의 위치

그레이스몬트(Gracemont)는 미국 오클라호마주 캐도군 (오클라호마주)(Caddo County)에 있는 마을이다. 2010년 인구 조사에서 인구는 318명이었다. 이 마을 이름은 최초의 우체국장인 앨리스 L. 베일리(Alice L. Bailey)의 두 친구 이름인 그레이스(Grace)와 몽고메리(Montgomery)의 합성어이다.

## 지리
그레이스몬트는 와시타(Washita)강의 지류이자 레드강 (미국 남부) 유역의 일부인 슈거크리크(Sugar Creek) 계곡의 캐도군 중심 동쪽에 위치하고 있다.
미국 국도 281번이 마을을 통과하여 남쪽으로 13km(8마일)를 이동하면 군청 소재지인 아나다코(Anadarko)까지, 북쪽으로 19km를 이동하면 빙거(Binger)가 나온다.
미국 인구조사국에 따르면 그레이스몬트 타운의 전체 면적은 0.15평방 마일(0.4km2)이며 모두 토지이다.

## 인구
| 인구조사              | 인구 | Note | %±     |
| --------------------- | ---- | ---- | ------ |
| 1920년                | 266  |      | —      |
| 1930년                | 394  |      | 48.1%  |
| 1940년                | 328  |      | −16.8% |
| 1950년                | 301  |      | −8.2%  |
| 1960년                | 306  |      | 1.7%   |
| 1970년                | 424  |      | 38.6%  |
| 1980년                | 503  |      | 18.6%  |
| 1990년                | 339  |      | −32.6% |
| 2000년                | 336  |      | −0.9%  |
| 2010년                | 318  |      | −5.4%  |
| 2020년                | 279  |      | −12.3% |
| U.S. Decennial Census |      |      |        |